# Charax (Atropatene)
Charax (griechisch Χάραξ) ist eine antike Stadt des Stammes der Kadusier in der mittleren Atropatene am Kaspischen Meer nördlich von Kyropolis (heutiges Rascht).
Informationen über die Stadt stammen aus der Geographike Hyphegesis des Claudius Ptolemäus. Seit den Forschungen zum Beispiel von Heinrich Ludwig Julius Billerbeck und Albert Forbiger im 19. Jahrhundert wird Charax mit der Festung Kesker (im Dorf Kurab, heute Qaraba) identifiziert. Yves Janvier schlägt auch vor, dass dieses Charax der von Orosius erwähnten Stadt Carra/Carrae entspricht – die allerdings nicht mit dem südlicher gelegenen Carrhae (heute Harran) identisch ist, wo die Schlacht bei Carrhae stattfand.